# Серра-дуз-Органс
Се́рра-дуз-О́рганс (порт. Serra dos Órgãos — «Хребет органов») — национальный парк в Бразилии.
В литературе также встречается написание «Серра-душ-Оргауш», не соответствующее практической транскрипции и произношению в оригинале.  

## Общие сведения
Национальный парк Серра-дуз-Органс был создан в 1939 году указом, подписанным находившимся у власти президентом Жетулиу Варгасом.
Это третий старейший бразильский национальный парк, охватывающий около 20 тыс. га муниципалитетов Терезополис, Петрополис, Маже и Гуапимирин.
Заповедник содержит большое количество флоры и фауны, типичной для бразильского атлантического склона, а также пешеходные тропы, водопады, зоны скалолазания и природный бассейн.
Основной достопримечательностью национального парка является скала Деду-де-Деус (порт. Dedo de Deus, «Перст божий»), расположенная в Гуапимирине, но лучше всего обозреваемая со смотровой площадки Миранте-ду-Собербу в Терезополисе.
Выделяются и другие образования, такие как Носа-Сеньора (порт.   Nossa Senhora) (1320 м), Педра-ду-Сину (порт.  Pedra do Sino) (2263 м), Агулья-ду-Диабу (порт. Agulha do Diabo, «Игла дьявола») (2050 м), Верруга-ду-Фраде (порт.  Verruga do Frade) (1920 м), Педра-Аcу (порт.  Pedra-Açu) (2245 м) и Педра-де-Эрмитаж (порт. Pedra de Ermitage) (1485 м).
В парке Серра-дуз-Органс находится самая длинная в Бразилии сеть горных троп общей протяжённостью около 200 км. Восхождение на «Иглу дьявола» входит в число 15-и лучших скальных восхождений в мире.

## Флора, фауна и водные ресурсы
В парке присутствует более 2800 видов растений из научных каталогов, 462 вида птиц, 105 видов млекопитающих, 103 вида амфибий и 83 вида рептилий, в том числе 130 животных, находящихся под угрозой исчезновения, и множество эндемичных видов. Под защитой находятся источники, вода из которых стекает в два основных речных бассейна в Рио-де-Жанейро: Параиба-ду-Сул и залив Гуанабара. Кроме того, здесь находятся два водопада Веу-де-Нойва (порт. Véu de Noiva), один из которых, с высотой потока воды 42 м, хорошо известен в Петрополисе.

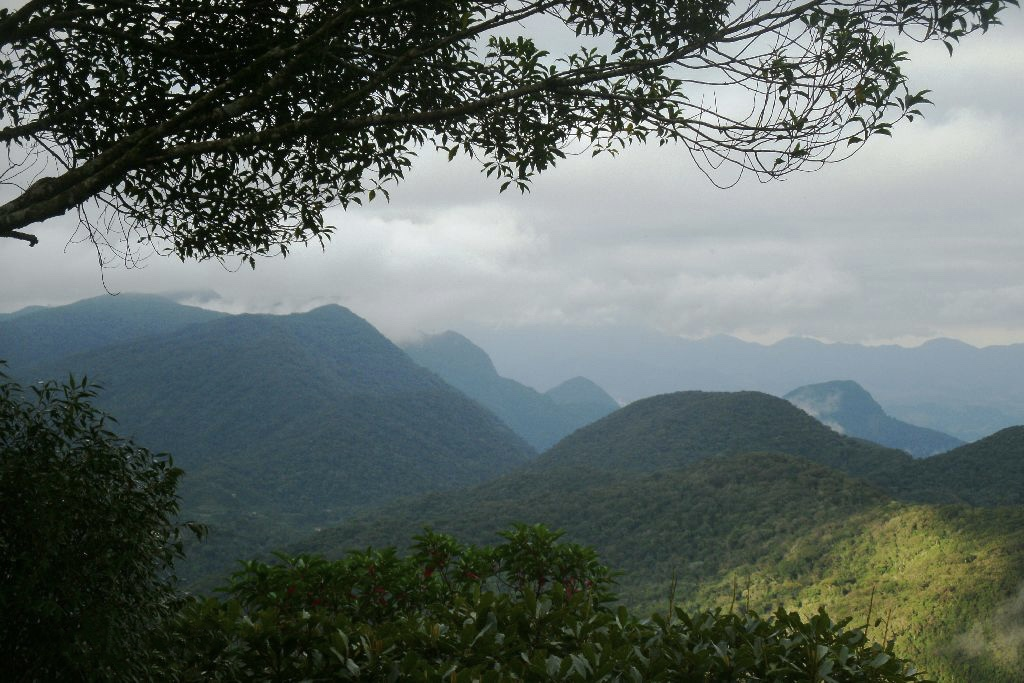
Горный ландшафт в национальном парке Серра-дуз-Органс, июнь 2015 год